# Sture Hägglund
Sture Hägglund, född 1944, är en svensk professor i datavetenskap vid Linköpings universitet. 
Hägglund blev 1988 professor i datavetenskap vid Linköpings universitet. Han tillhör avdelningen HCS, Human-Centered Systems, även kallad "folk och apparater" och industriforskarskolan på Linköpings universitet.
Hägglund avlade 1972 vid Uppsala universitet examen med inriktning mot matematik, teoretisk fysik och numerisk analys. Han disputerade 1980 vid Linköpings universitet på en avhandling i datavetenskap. Han anställdes vid Linköpings universitet 1976, där han 1980 blev avdelningschef för Mjukvarusystemlaboratoriet.
Hägglund invaldes 1997 som ledamot av Ingenjörsvetenskapsakademien.